# Leveles
Leveles (ukránul: Лопушне) falu Ukrajnában, Kárpátalján, a Huszti járásban.

## Fekvése
Ökörmezőtől északra fekvő település.

## Nevének eredete
A Lopusnya helységnév ruszin víznévi eredetű (1905: Lopusnya patak). A pataknév a ruszin-ukrán лопушина ’bojtorjánlevél, lapulevél’ melléknévképzős származéka, jelentése ’lapus (patak)’. A magyar Leveles a szláv név magyarosításával keletkezett 1904-ben (Lelkes 67).

## Története
Leveles, Lopusnya, Лопушне nevét 1745-ben Laposnya néven említették (Mikovinyi). Későbbi névváltozatai 1781-ben Lopusnya, Lópusnya (Mth. 48), 1808-ban Lopusna, Lopussna, 1828-ban Lopuszna, majd 1851-ben Fényes Elek Lopusnya néven említette Magyarország geográphiai szótárában, 1905-ben pedig Lopusnya~Leveles, 1907-ben és 1913-ban Leveles (hnt.), 1925-ben Lopušná, 1930-ban Lopušný (ComMarmUg. 83), 1944-ben Lopusnya, Лопушня, 1983-ban Лопушне, Лопушнoе (Zo) néven volt említve.
Pesty Frigyes az 1800-as években így írt a településről:
Lopusnya telepitvény Majdánka községhez tartozik elnevezését nyerte a lopuch vagy is laputól, mi után azon patak mentében melyben Lopusnya fekszik Lopusánkának neveztetik ezen patak foly be a Toruncsák vizébe s ezen össze folyásnál kezdődvén neve a Nagy ág viznek.
2020-ig közigazgatásilag Toronyához tartozott.